# Принчипе (Салерно)
Принчипе је насеље у Италији у округу Салерно, региону Кампанија.
Према процени из 2011. у насељу је живело 34 становника. Насеље се налази на надморској висини од 109 м.